# Ariane Margaretha de Ranitz-de Brauw

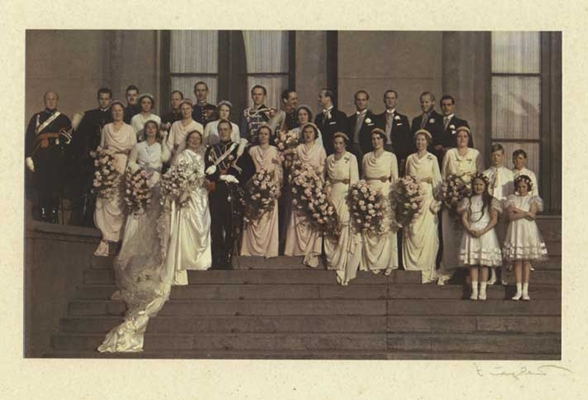
Groepsportret huwelijk Juliana en Bernard door Franz Ziegler (1937), met Ariane de Brauw als bruidsmeisje, staande achter de bruid.

Jonkvrouw Ariane Margaretha de Ranitz-de Brauw (Den Haag, 10 januari 1911 – Driebergen-Rijsenburg, 16 oktober 1981) was een van de oprichters van de Utrechtse Mytylschool Ariane de Ranitz en jarenlang voorzitter van het stichtingsbestuur.

## Biografie
De Brauw werd geboren in 1911, als dochter van jhr. mr. Willem Maurits de Brauw en jkvr. Catharina Elisabeth van Reenen. Ze werd in 1927 geportretteerd door Jo Bauer-Stumpff.
Van 1934 tot 1940 was De Brauw hofdame van prinses Juliana. Zij was een van de twaalf bruidsmeisjes bij het huwelijk van Juliana met Bernhard van Lippe-Biesterfeld op 7 januari 1937. Ze was landelijk actief op sociaal en cultureel gebied en werd daarvoor in 1969 benoemd tot Ridder in de Orde van Oranje-Nassau.
In 1945 trouwde De Brauw met jhr. Constant Johan Adriaan de Ranitz (Den Haag, 3 april 1905 — Driebergen-Rijsenburg, 24 februari 1983). De Ranitz was van 1948 tot 1970 burgemeester van Utrecht. Het echtpaar bleef kinderloos.

## Mytylschool Ariane de Ranitz

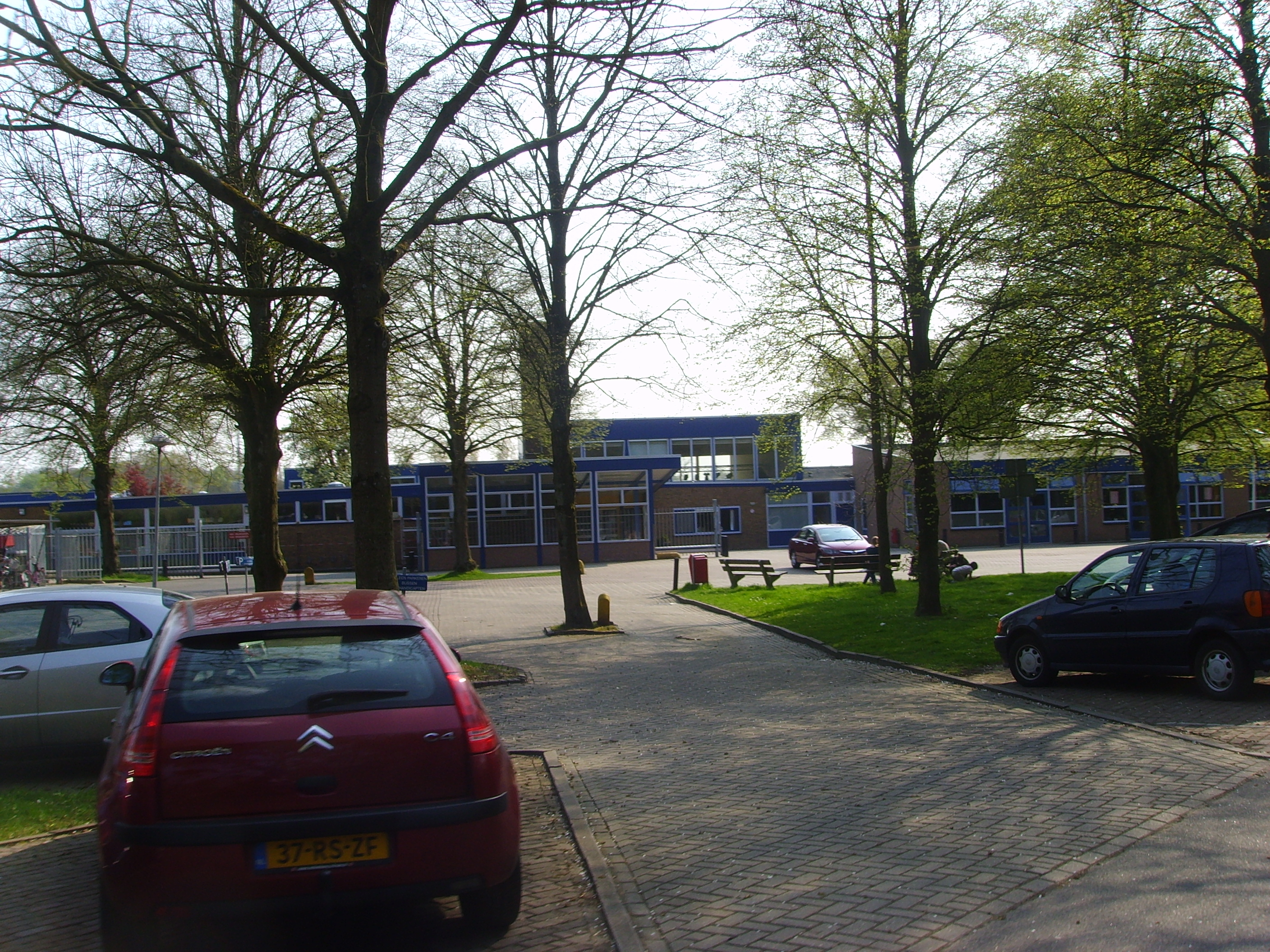
Ariane de Ranitzschool in Utrecht, 2009

Ariane de Ranitz-de Brauw was ruim 25 jaar lang voorzitter van de Mytylstichting voor Utrecht en omstreken. In november 1954 vond in Utrecht de oprichting van de "Utrechtse Stichting voor het lichamelijk gebrekkige kind" plaats. In maart 1955 werd de naam van de stichting gewijzigd in "Mytylstichting voor Utrecht en omstreken". De school ging in 1955 van start aan het Jansveld 51 te Utrecht. Een jaar later verhuisde de school naar Janskerkhof 18 Utrecht. Op 8 mei 1963 werd het nieuwe schoolgebouw in Maarschalkerweerd geopend. Ariane de Ranitz bleef voorzitter tot 1980.
Na het overlijden van Ariane de Ranitz-de Brauw, in 1981, werd de Mytylschool naar haar vernoemd. Op 3 mei 1982 werd, in aanwezigheid van prinses Juliana en oud-burgemeester mr. C.J.A. de Ranitz, de nieuwe naam van de school onthuld.
Mevrouw Ariane De Ranitz zette zich ook in voor kinderen met een handicap. In 1968 richtte zij Stichting Ariane de Ranitz op. Een stichting die paardrijden voor mensen met een beperking mogelijk maakt. De stichting is een van de oudste stichtingen voor het paardrijden voor mensen met een beperking in Nederland. De paardrijlessen vinden plaats in Groenekan bij Stal van Brenk. Professionele instructeurs begeleiden de ruiters, ieder op zijn of haar eigen niveau.